# Barrojuba
Barrojuba (лат.) — род мелких мирмекофильных жуков-ощупников из подсемейства Pselaphinae (Staphylinidae). Родовое название происходит от имени острова, на котором был обнаружен типовой вид — Barro Colorado Island.

## Распространение
Неотропика (Панама).

## Описание
Мелкие коротконадкрылые жуки—ощупники, длина тела менее 3 мм. Отличаются гладкой выпуклой вершиной головы. Основная окраска желтовато- или красновато-коричневая. Фронто-антеннальный выступ широкий и глубоко выемчатый. Пронотум без суббазальной поперечной бороздки. Усики 11-члениковые. Лапки с двумя коготками. Род был впервые выделен в 1942 году американским энтомологом Orlando Park; включён в состав трибы Jubini из надтрибы Euplectitae (Faronitae). 6 видов.
- Barrojuba albertae Park, 1942 typus[1][2].
- Barrojuba uliginosa Chandler, 1983[3]
- Barrojuba tuberosa Chandler, 1983
- Barrojuba varia Chandler, 1983
- Barrojuba woldai Chandler, 1983
- Barrojuba gibbosa Chandler, 1983